# Слепков, Василий Николаевич
Васи́лий Никола́евич Слепко́в (февраль 1902, Рязань — 1 августа 1937, Москва) — советский биолог, генетик, политик, профессор Казанского государственного университета.

## Биография
Родился в Рязани в семье учителя. Отец, Николай Васильевич, — сын крестьянина Касимовского уезда Рязанской губернии, учитель, впоследствии пчеловод. Закончил советскую школу второй ступени в Рязани. Учитель сельской школы, завдетсадом в г. Люцин Витебской губернии (ныне Лудза Лудзенского края, Латвия). В августе 1918 года был арестован вместе с отцом германскими оккупационными властями по обвинению в «организации преступно-революционного сообщества для свержения немецкого и русского оккупационного управления», заключён в тюрьму. Через три месяца был освобождён из тюрьмы по постановлению совета солдатских немецких депутатов в связи с революцией в Германии. Участвовал в установлении советской власти. В декабре 1919 года вступил в РКП(б), был местным комиссаром просвещения. С 1919 года жил в Уфе и преподавал в губнаршколе, затем в Семипалатинске занимался партийной работой.
С 1922 года учился в Коммунистическом университете им. Я. М. Свердлова и государственном университете в Петрограде. Преподавал биологию. В 1925 году слушатель Института красной профессуры в Москве, изучал историю. Занимался научными исследованиями в генетике. Заведовал трёхгодичными курсами Зиновьевского университета (1922—1925); преподавал в Коммунистическом университете (1926—1927).
Благодаря брату Александру сблизился с Н. И. Бухариным. Активно участвовал в деятельности антисталинской оппозиции конца 1920-х — начала 1930-х гг.
В 1929 году получил назначение в Казань, преподавал в Казанском университете, педагогическом и медицинском институтах и Коммунистическом университете, читал лекции по генетике, диалектическому и историческому материализму, вел семинар по теоретической биологии. 4 ноября 1930 года исключён из партии и отстранен от занятий в Татарском коммунистическом университете. В 1932 году назначен директором научно‑исследовательского биологического института при Казанском университете. Восстановлен в ВКП(б).
В январе 1933 года арестован, отрицал свое участие в оппозиционной организации. 16 апреля 1933 года постановлением коллегии ОГПУ на основании ст. 58-10 УК РСФСР за связь с членами группы Рютина, сокрытие фактов их антипартийной деятельности, содействие контрреволюционной группе Рютина-Слепкова А. исключен из партии, арестован и осуждён к трем годам политизолятора в ИТЛ (Суздальской тюрьме). В июне 1934 года освобождён из тюрьмы и на оставшийся срок наказания направлен в административную ссылку в Уфу. Работал в медицинском и педагогическом институтах, консультировал в лаборатории дубового шелкопряда, вел экспериментальные исследования по генетике. В своем заявлении XVII съезду ВКП(б) писал:
Я был убежденным сторонником правооппортунистической политики, считая, что взятые партией темпы строительства нереальны, что наше колхозное движение административно навязано крестьянству и грозит разрывом союза рабочих и крестьян, что социализм должен быть построен путем «мирной» эволюции с врастанием «переделанного» Советской властью кулака в этот социализм. Вместе с другими оппозиционерами я возмущался партийным режимом, который своим острием был направлен против нас, мешая нам разворачивать свою работу. Не отставал я от других и в клевете на вождя партии тов. Сталина, обвиняя его в троцкизме и изображая его непримиримость и стойкость как наклонность к зажиму внутрипартийной демократии.
В мае 1936 года приехал с семьей в Баку (ул. Басина, 33, 5) к родителям жены, Евгении. 13 января 1937 года арестован, доставлен в Казань, а затем в Москву. По «делу Слепкова» были арестованы его аспиранты и участники семинара в Казани И. Поздин, Г. Смирнов, Л. Ценципер, М. Сафин, Б. Фёдоров, С. Комаров, И. Егерева, Ю. Карепова, М. Столбова и другие. «За принадлежность к контрреволюционной организации правых, возглавляемой Слепковым», были арестованы профессора Казанского университета Н.-Б. З. Векслин, М. К. Корбут, Н. Н. Эльвов, доценты Е. С. Гинзбург, А. М. Налимов, А. Н. Щербаков. В Москве взяли под стражу А. А. Баева (впоследствии академик, автор работ по молекулярной биологии и генной инженерии).
1 августа 1937 года осуждён Военной коллегией Верховного суда СССР по обвинению в руководстве террористической организацией правых в Казани и в тот же день убит вместе с М. Корбутом, С. Комаровым, И. Поздиным, М. Сафиным. Прах на Донском кладбище в Москве.
В 1957 году реабилитирован Военной коллегий Верховного Суда СССР. В 1989 году восстановлен в КПСС.

## Научная деятельность
В 1925 г. опубликовал свою первую научную статью, посвященную критике книги Ю. А. Филипченко «Евгеника». В 1925 г. в Москве работал в лаборатории Б. Завадовского в Коммунистическом университете им. Я. М. Свердлова для экспериментального изучения наследования приобретенных признаков. Перешел в лабораторию генетики Московского зоотехнического института А. Серебровского на Воронцовом поле. Участвовал в опытах по получению искусственных мутаций у дрозофилы под воздействием рентгеновских лучей. В 1928 г. находился в научной командировке в Берлине в лаборатории зоолога и генетика К. Штерна. В казани при кафедре Слепковым была создана генетическая лаборатория. Основной тематикой ее была работа с дрозофилой: нерасхождения хромосом, транслокации, исследование искусственного мутагенеза. Как ученик Серебровского, Слепков считал изучение генетики дрозофилы основным краеугольным камнем генетики.
Сначала стоял на эктогенетической точке зрения и активно критиковал генетические и евгенические воззрения морганистов. Но постепенно он разочаровался в неоламаркизме. Выступал за наследование приобретенных признаков, против разделения генотипа и фенотипа, утверждал, что внутренние причины мутаций — это «метафизическая абстракция».

## Семья
- Брат — Александр.
- Жена — Евгения Соломоновна Слепкова (Брейтман) (1908, Киев — 1995, Москва). Биолог. Репрессирована как ЧСИР дважды (ИТЛ, 1938—1945, ссылка, 1951—1955). Реабилитирована в 1959 г.
- Дочь — Ирина Слепкова (1929—2019).
- Сын — Александр Брейтман (1932—1998).

## Сочинения
- Серебровский А. С., Дубинин Н. П., Агол И. И., Слепков В. Н., Альтшулер В. Е. Получение мутаций рентгеновскими лучами у Drosophila melanogaster // Журн. эксперимент. биологии. 1928. Сер. А. Т. 4. Вып. 34. С.161-180.
- Наследственность и отбор у человека // Под знаменем марксизма. 1925. № 4. С. 102—122.
- Биология человека // Под знаменем марксизма. 1925. № 10/11. С. 115—142.
- Биология и марксизм: Очерки материалистической биологии. М.; Л.: Госиздат, 1928. 109 с. (Изд. 2-е, испр. и доп. 1930).
- Евгеника: улучшение человеческой природы. М.; Л.: Госиздат, 1927. 168 с.